# Sharp X1
O computador doméstico X1 (ou CZ-800C) foi o primeiro de uma bem-sucedida série de máquinas multimídia precoces vendidas no Japão entre 1982 e 1988 pela Sharp. Embora possua algumas características em comum com o Sharp MZ-2000 (como o "Gerador Programável de Caracteres", PCG), não é compatível com ele. Uma destas características era a inexistência de uma linguagem de programação residente em ROM, conceito que a Sharp denominava "Clean Computer": o BASIC (ou qualquer outra linguagem) tinham de ser carregados através de fita magnética (processo que levava de 1 a 2 minutos).
No campo da multimídia, o X1 possuía capacidades impressionantes, como a  possibilidade de exibir caracateres sobre uma imagem de TV ("sobreposição") e, com o acréscimo de uma placa de expansão, até mesmo o recurso de captura de vídeo (em 8 cores no máximo, mas, mesmo assim, algo revolucionário no início da década de 1980).

## História
O X1 foi produzido pela Television Division da Sharp, e não pela  Computer Division, o que explica as diferenças (e semelhanças) entre as  séries X1 e MZ, bem como o destaque dado às características multimídia e até  mesmo as cores de gabinete (inclusive vermelho, algo raro em computadores  pessoais).

## Características
| UCP           | Sharp LH0080A em 4,00 MHz |
| RAM           | 64 KiB |
| VRAM          | 4-48 KiB (máxima) |
| ROM           | 6 KiB |
| Teclado       | mecânico, com teclado numérico reduzido |
| Display       | saída para TV e monitor de vídeo RGB; texto (40 ou 80×25 linhas) e gráfico (320×200, 640×200 pixels). Até 8 cores (dependendo do modo de vídeo e do tamanho da VRAM). |
| Som           | alto-falante interno, três canais |
| Portas        | dois slots de expansão, dois conectores de joystick, saída de áudio                                                                                                   |
| Armazenamento | tape deck embutido a 2700 bps; até dois drives externos de 5" 1/4 (320 KiB cada).                                                                                     |

## A série
| 1982 | X1                                   |
| 1982 | X1d com drive                        |
| 1983 | X1c (versão compacta)                |
| 1984 | X1ck (versão compacta)               |
| 1984 | X1cs (versão compacta)               |
| 1984 | X1 Turbo (X1 com gráficos avançados) |
| 1985 | X1f                                  |
| 1985 | X1 Turbo II                          |
| 1986 | X1g                                  |
| 1986 | X1 Turbo III                         |
| 1986 | X1 Turbo Z                           |
| 1987 | X1 Turbo Z II                        |
| 1988 | X1 Turbo Z III                       |